# János Hunfalvy
Dans le nom hongrois Hunfalvy János, le nom de famille précède le prénom, mais cet article utilise l’ordre habituel en français János Hunfalvy, où le prénom précède le nom.
János Hunfalvy ([ˈja:noʃ], [ˈhunfɒlvi]), né János Hunsdorfer  le 21 janvier 1820 à Nagyszalók, décédé le 6 décembre 1888 à Budapest, était un géographe hongrois, professeur des universités et membre de l'Académie hongroise des Sciences (Magyar Tudományos Akadémia, MTA), fondateur de la Société hongroise de Géographie.

## Biographie
János Hunfalvy fait ses études à Késmárk, Miskolc et Eperjes et fréquente les universités de Berlin et de Tübingen.
En 1846, il devient professeur de statistiques et d'histoire au lycée de Késmárk, mais du fait de sa participation à la Révolution hongroise de 1848, il est démis de ses fonctions et emprisonné. 
Une fois libéré, il s'installe à Pest et cherche à subsister en exerçant comme éducateur et écrivain. C'est ainsi qu'il rédige avec Ágost Greguss le Journal de la famille (Családi Lap) et qu'il est sollicité en 1866 par Móric Pálffy pour devenir enseignant à l'Université polytechnique royale József (Királyi József Műegyetem). 
En 1870, il est nommé président de la nouvelle chaire de géographie de l'Université de Pest, poste qu'il honorera jusqu'à sa mort. Entre-temps, il effectue plusieurs voyages à l'étranger et participe à plusieurs congrès internationaux de statistique et de géographie comme représentant du gouvernement hongrois, notamment à La Haye, Saint-Pétersbourg, Paris, Londres, Venise et Rome. Il participe de la même façon à plusieurs expositions universelles. 
En 1872, aux côtés d'Ármin Vámbéry, Antal Berecz et János Xántus, il prend part à la création de la Société hongroise de Géographie (Magyar Földrajzi Társaság), dont il est le premier président. Il participe également aux travaux de l'Académie hongroise des Sciences, devient conseiller à l'instruction publique et compte parmi les membres du conseil municipal de la capitale.

## Postérité
János Hunfalvy a été distingué à plusieurs reprises : il a été nommé membre d'honneur de nombreuses sociétés savantes, a reçu plusieurs décorations et a pu, de son vivant, baptiser de son nom la rue de Budapest dans laquelle il avait élu domicile.  
Au-delà d'une personnalité décrite comme sympathique, il s'est forgé se réputation en publiant une cinquantaine d'ouvrages et d'innombrables travaux, à tel point qu'il était considéré comme une référence incontournable par de nombreux cercles.
Il a également publié des manuels de cours, des brochures et rédigeait avec Károly Keleti les publications d'économie nationale et de statistique du MTA. Il a permis la publication des comptes-rendus de voyage et des cartes d'Afrique de László Magyar, qu'il a toujours soutenu et encouragé pendant ses périples.

## Œuvres
Liste des publications classées par ordre chronologique de parution :
- (hu) János Hunfalvy, Histoire universitaire [« Egyetemes történelem »], t. 3, Pest, 1850
- (hu) János Hunfalvy, La Hongrie et la Transylvanie en images [« Magyarország és Erdély képekben »], t. 3, Pest / Darmstadt, 1856
- (hu) János Hunfalvy, Description des ressources naturelles de Hongrie [« Magyarország természeti viszonyainak leírása »], t. 3, Pest, 1863-1865
- (hu) János Hunfalvy, Ciel et terre, Géographie astronomique [« Ég és föld, csillagászati földrajz »], Budapest, 1873
- (hu) János Hunfalvy, Géographie universitaire [« Egyetemes földrajz »], t. 3, Budapest, 1881-1889